# 백야극광
백야극광(중국어: 白夜極光)은 중화인민공화국의 모바일 게임이다.